# Josef Enzler
Josef Alexander Enzler (* 20. Dezember 1884 in Walchwil, Zug; † 7. März 1976 in Rheinfelden, Aargau) war ein Schweizer Komponist, der unter dem Pseudonym X. Seffel beziehungsweise Xander Seffel mit Marschmusik bekannt wurde.

## Leben
Josef Enzler kam als Sohn der Eheleute Alexander Josef Enzler und der Mathilde, geborene Bischoff in Walchwil zu Welt. Die Familie Enzler gehört einem der sechs alten Geschlechter Walchwils an, die als rote Tannenzapfen im Walchwiler Stadtwappen verewigt sind.

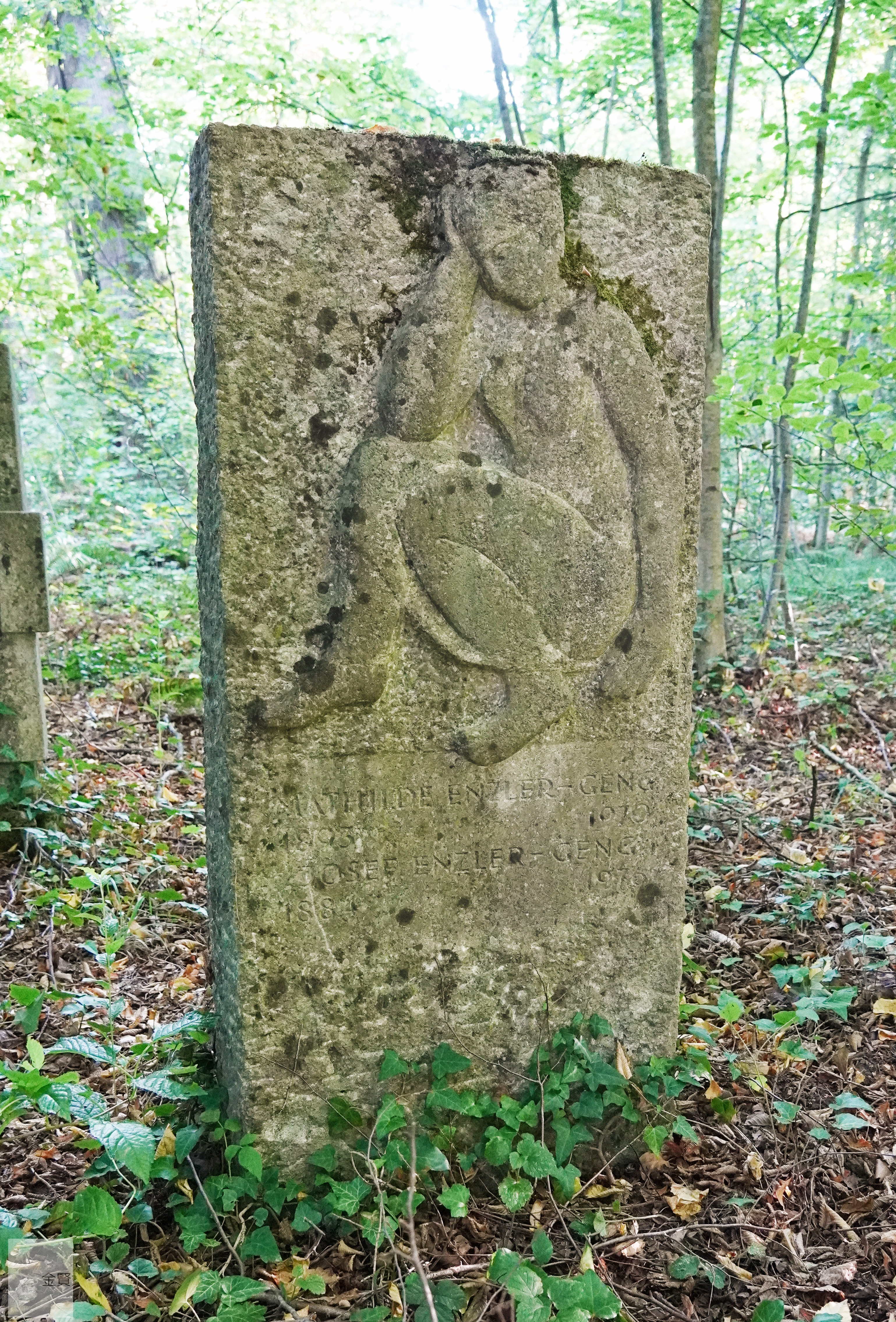
Grabstein Josef Enzler im Waldfriedhof Rheinfelden

Den ersten Trompetenunterricht bekam er im Alter von elf Jahren vom Sternenwirt Anton Hüerlimann in Walchwil. Mit 14 Jahren wurde er zu seiner Tante nach Kollnau bei Waldkirch geschickt und wirkte dort in der Kollnauer Musik mit. Gleichzeitig erlernte er den Beruf eines Malers. Nachdem er 1902 seine Lehre in Stockach abgeschlossen hatte, begab er sich auf die Walz durch ganz Deutschland und die Schweiz, bevor er sich im Jahre 1910 in Rheinfelden im Kanton Aargau niederliess und bei Malermeister Kalenbach arbeitete. Einige Jahre später eröffnete er sein eigenes Malergeschäft. Im Jahr 1915 heiratete er Mathilde Geng. Der Ehe entstammen drei Kinder.
Während der nächsten 17 Jahre studierte Enzler unter anderem beim damaligen Dirigenten der Basler Stadtmusik Karl Schell Musiktheorie und Blasmusikarrangements. Auch Albert Rossow, langjähriger Dirigent der Stadtmusik Zürichs, zählte zu seinen Lehrern. Bei Max Hempel, Musikdirektor in Augsburg, nahm er an einem Lehrgang über die praktische Psychologie des Dirigenten teil. Enzler übernahm in der Folgezeit mehrere Direktionen verschiedener Musikvereine, so leitete er unter anderem die Blaskapellen in Arisdorf, Grenzach-Wyhlen und Magden. Am meisten machte er sich um die Stadtmusik Rheinfelden verdient, die er 30 Jahre lang als Dirigent begleitete.
Unter dem Pseudonym X. Seffel („Xander Seffel“/„Xander's Seffel“, fälschlicherweise auch „Xaver Seffel“) komponierte er zahlreiche Märsche, so den „Fahnenschwinger-Marsch“, „Den Herolden“, „Durchs Feuer“, „In Sale Salus“, „Le Grand Réveil“, „Ehr und Preis“, „Feldschlösschen Marsch“, „Salmen-Marsch“ und „Der Segelflieger“. „Den Herolden“ wurde dabei ein grosser Erfolg in der Schweiz und in Übersee, wird noch heute im Schweizer Radio gespielt und erschien inzwischen auch auf CD. Bis heute gehören diese Märsche zum Repertoire von Musikvereinen im In- und Ausland und werden auch von Militärkapellen gespielt.
Im Jahr 1960 verlieh die Stadt Rheinfelden Josef Enzler und seiner Frau das Ehrenbürgerrecht als Dank für sein Engagement für die Stadtmusik Rheinfelden und seine Kompositionen. Sein Wohnhaus in der damaligen „Schifflände 1“ steht heute unter Denkmalschutz.
Der Grabstein von Josef und Mathilde Enzler-Geng ist im Grabsteinmuseum vom Waldfriedhof Rheinfelden aufgestellt.

## Werke (Auswahl)
- „Den Herolden“
- „Durchs Feuer“
- „Ehr und Preis“
- „Einer für alle, alle für einen“
- „Empor zur Harmonie“
- „Fahnenschwinger-Marsch“
- „Feldschlösschen-Marsch“
- „Frohsinn-Marsch“
- „In Sale Salus“
- „Le Grand Réveil“
- „Salmen-Marsch“
- „Der Segelflieger“
- „Wir sind einig Volk“